# آلیکانته
الیکانته (به اسپانیایی: Alicante) یا الیکانت شهری در اسپانیا است. آلکانته مرکز استان الکانته و آلاکانتی کومارکا می‌باشد و در جنوب بخش خودمختار والنسیا قرار دارد. این شهر از بنادر تاریخی مدیترانه است. جمعیت این شهر در حدود ۳۳۴٬۴۱۸ نفر است و بر اساس ارزیابی سال ۲۰۱۰ دومین شهر بزرگ والنسیا نیز می‌باشد.